# Ford Street Racing
Pour les articles homonymes, voir Ford Racing.
Ford Street Racing (également connu sous le nom de Ford Bold Moves Street Racing en Amérique du Nord ) est un jeu commandé par Ford pour Xbox (non compatible avec Xbox 360 ), Microsoft Windows, PlayStation 2 et PlayStation Portable. Le jeu a été vendu sous le nom de Ford Street Racing sur PC tandis que les différentes versions sur console ont reçu des noms spécifiques à la région. Ils sont les suivants : Ford Bold Moves Street Racing aux États-Unis et au Canada, Ford Street Racing : LA Duel dans l'UE et Ford Street Racing : XR Edition en Australie et en Nouvelle-Zélande. Il est sorti le 19 septembre 2006 aux États-Unis . Il a été développé par Razorworks et publié par Empire Interactive sous la bannière Empire aux États-Unis et sous la bannière Xplosiv dans le reste du monde.

## Versions console de salon et PC
Les versions console et PC du jeu sont équipées de 18 voitures, tandis que l'édition australienne XR a échangé 3 voitures standard contre 3 Falcon emblématiques du marché australien. Le jeu propose des modes de championnat en équipe et en solo ainsi qu'un mode "Arcade". Le mode équipe permet au joueur de basculer entre les voitures de l'équipe du joueur pendant la course ; les voitures qui ne sont pas conduites par le joueur sont conduites par l' intelligence artificielle du jeu jusqu'à ce que le joueur la sélectionne. Le joueur doit jouer et gagner divers championnats pour débloquer de nouvelles pistes, de nouveaux véhicules et débloquer de nouveaux tournois pour gagner de l'argent afin d'acheter ces véhicules nouvellement débloqués et/ou de réparer ceux qui leur appartiennent. Ces voitures, pistes et types de courses déverrouillés peuvent être courus, sans conséquence dans les courses en solo et en équipe. Les voitures notables présentées dans le jeu incluent la Ford Mustang Boss 302 (en), la Ford RS200, la Ford GT, la Ford Lightning et la Ford Mustang SVT Cobra (en).

## Versions Sony PSP
Les versions PSP ont été vendues avec les mêmes ajustements de titres régionaux que les versions de console, mais « sous une forme considérablement élargie, avec plus de voitures, de pistes et de modes d'équipe que même les versions console de salon avaient à offrir ». Par rapport aux versions console, le marché américain Bold Moves et le marché européen LA Duel ont ajouté six voitures supplémentaires (portant le total à 24) et six nouvelles pistes (soit un total de 18). L'Australien XR édition a ajouté deux berlines Falcon (Falcon GT 1970 a-HO et 2005 Falcon GT-XR8) et un Falcon XR8 2005 ute au garage, et ce, pour un total de 27 véhicules. Tous les autres aspects des trois jeux sont les mêmes.
Le gameplay sur les versions Sony PSP est similaire aux autres versions console dans le sens que le joueur doit gagner divers championnats en solo et en équipe pour débloquer de nouvelles pistes, de nouveaux véhicules et débloquer de nouveaux tournois pour gagner de l'argent afin d'acheter de nouveaux véhicules nouvellement débloqués et/ou réparer ceux qu'ils possèdent actuellement. Ces voitures, pistes et types de course déverrouillés peuvent être courus, sans conséquence, en mode Arcade. Une différence par rapport aux autres versions console est que les dommages ne sont que cosmétiques et que les performances du véhicule ne sont pas affectées par les dommages causés par la collision.

## Accueil
Les versions PlayStation 2 et PSP ont reçu des critiques mitigées, et les versions PC et Xbox ont reçu des critiques généralement défavorables,,,.
VideoGamer.com a passé en revue la version PSP et a noté « des visuels impressionnants et des contrôles stricts ». Douglass C. Perry d' IGN a qualifié la version PSP de « jeu de course le plus moche de l'année ».
Le magazine officiel Xbox a critiqué le gameplay et a donné au jeu une note de 4 sur 10. PC Zone, qui a donné au jeu 6,2 sur 10, a noté son aspect de course en équipe mais a écrit « la maniabilité est assez laineuse et il n'y a pas vraiment de sens de la vitesse ».